# نینا پرول
نینا پرول (آلمانی: Nina Proll؛ زادهٔ ۱۲ ژانویهٔ ۱۹۷۴) یک هنرپیشه اهل اتریش است. وی از سال ۱۹۹۵ میلادی تاکنون مشغول فعالیت بوده‌است.
از فیلم‌ها یا برنامه‌های تلویزیونی که وی در آن نقش داشته است می‌توان به پادتن‌ها، بودنبروک‌ها و سپتامبر اشاره کرد.